# Bavorská státní knihovna
Bavorská státní knihovna (německy: Bayerische Staatsbibliothek) je zemská knihovna v Mnichově, státní knihovna Svobodného státu Bavorsko. Je druhou největší knihovnou časopisů v Evropě (po Britské knihovně). Kromě toho její historické fondy zahrnují jednu z nejvýznamnějších sbírek rukopisů na světě a největší sbírku prvotisků na světě. K nejslavnějším rukopisům patří Carmina Burana, Alarichův breviář, Frisinské zlomky, Kodex abatyše Uty či Kniha perikop Jindřicha II. Sbírka historických tisků před rokem 1850 čítá téměř milion položek. Vydává odborný časopis Bibliotheksforum Bayern a od roku 2007 vydává spolu s Berlínskou státní knihovnou Bibliotheksmagazin. Knihovna byla založena roku 1558 bavorským vévodou Albrechtem V. Od roku 1843 sídlí v budově navržené architektem Friedrichem von Gärtnerem, která se nachází na Ludwigstrasse. V roce 2019 měla knihovna 1 173 000 výpůjček. Její čítárnu denně využije kolem 4000 čtenářů. Ve studovně periodik je k dispozici kolem 18 000 aktuálních čísel tištěných médií. V roce 2010 byla otevřena nová badatelna se zaměřením na historické vědy a bavorské dějiny a kulturu (Čítárna Aventinus). Knihovna schraňuje 34 milionů položek, z toho asi 11 milionů knih a 140 000 rukopisů.